# Ernst Fürntratt-Kloep
Ernst "Fidel" Fürntratt-Kloep (né Fürntratt le 10 mars 1938 à Munich, mort le 11 février 2007 à Hackås (quartier de Berg), en Suède) est un psychologue allemand, connu aussi pour son engagement politique.

## Biographie
Il grandit en Autriche. De 1955 à 1961, il étudie la psychologie, la zoologie, l'allemand et l'histoire aux universités de Vienne et de Graz. De 1962 à 1967, il développe des tests différentiels pour la Société Allemande pour le Développement Personnel (Deutsche Gesellschaft für Personalentwicklung). Il est ainsi un pionnier de tests psychologiques objectifs en allemand.
Dès 1964, il publie des travaux comportementalistes sur l'apprentissage, la pensée, l'émotion et la motivation, l'agression, l'anxiété, la psychologie de l'éducation et la psychométrie. De 1968 à 1972, il enseigne à l'université d'Uppsala, jusqu'à sa nomination en 1972 comme professeur de psychologie à l'université technique de Rhénanie-Westphalie à Aix-la-Chapelle. Après son départ de l'enseignement en 1984, il s'installe à Hackås (quartier de Berg) avec sa femme, la psychologue Marion Kloep.
Fürntratt-Kloep fait de nombreux voyages en Amérique Latine, dont 17 à Cuba, d'où vient son surnom de "Fidel", ainsi qu'au Venezuela et au Mexique.
En 1991 et 1992, il écrit des articles pour le magazine Konkret. En 1994, il fonde le World Data Research Center à La Havane. Pour son livre sur la qualité de vie (1995), il recueille des données auprès de 152 pays, pour le livre sur les droits des femmes (1998) auprès de 160 pays.

## Œuvre
Livres
- Differentieller Wissens-Test (DWT). Hogrefe, Göttingen 1969.
- Angst und instrumentelle Aggression. Beltz-Verlag, Weinheim 1974,  (ISBN 3-407-51079-9).
- Motivation schulischen Lernens. Beltz-Verlag, Weinheim 1976,  (ISBN 3407500513).
- Zwang und Repression im Schulunterricht. Beltz-Verlag, Weinheim: 1977.  (ISBN 3407500548).
- Lernprinzip Erfolg (avec Christine Möller). Verlag Ernst Reinhardt, München 1982,  (ISBN 3497009458).
- Quality of Life / Calidad de la Vida. En anglais et en espagnol, Papyrossa-Verlag, Köln 1995,  (ISBN 3-89438-090-X).
- Soziale Gleichheit und Frauenrechte im weltweiten Vergleich. 2. Auflage, Papyrossa-Verlag, Köln 2001,  (ISBN 389438154X).
- Unsere Herren seid Ihr nicht! Das politische Denken des Fidel Castro. 3. Auflage, Papyrossa, Köln 2006,  (ISBN 389438185X).
- Venezuela - Der Weg einer Revolution. Papyrossa-Verlag, Köln 2006,  (ISBN 3894383445).

Articles
- Untersuchungen zum Image der Psychologie in Deutschland. I. Die Stellung der wissenschaftlichen Psychologie zu anderen Fachgebieten in der Vorstellung von Oberschülern. (Mit H.-J. Gutsche), in: Psychologische Beiträge, 11 (1969)
- Untersuchungen zum Image der Psychologie in Deutschland. V. Die Stellung der wissenschaftlichen Psychologie zu anderen Fachgebieten in der Vorstellung von Psychologiestudenten. Psychologische Beiträge, 11 (1969)
- Wettkampfsport und Aggression. In: Dorothee Bierhoff-Alfermann (Hrsg.): Soziale Einflüsse im Sport. Steinkopff-Verlag, Darmstadt 1976.  (ISBN 379850444X)
- Persönlichkeitsentwicklung. In: H. Eyferth, H.-U. Otto, H. Thiersch (Hrsg.): Handbuch zur Sozialarbeit / Sozialpädagogik. Luchterhand Verlag, Neuwied 1984,  (ISBN 3472510145)
- Angst und instrumentelle Aggression (1974). In: Hans-Peter Nolting (Hrsg.): Lernfall Aggression. 19. Auflage, Reinbek bei Hamburg 2000.  (ISBN 3499620804)